# Episodi di Numb3rs (sesta stagione)
La sesta e ultima stagione della serie televisiva Numb3rs, composta da 16 episodi, è andata in onda negli Stati Uniti sul canale CBS dal 25 settembre 2009 al 12 marzo 2010.
In Italia è stata trasmessa da Rai 2 dal 5 giugno al 4 settembre 2011.
| nº | Titolo originale     | Titolo italiano         | Prima TV USA      | Prima TV Italia  |
| -- | -------------------- | ----------------------- | ----------------- | ---------------- |
| 1  | Hangman              | Il cecchino             | 25 settembre 2009 | 5 giugno 2011    |
| 2  | Friendly Fire        | Fuoco amico             | 2 ottobre 2009    | 5 giugno 2011    |
| 3  | 7 Men Out            | Roulette on-line        | 9 ottobre 2009    | 12 giugno 2011   |
| 4  | Where Credit's Due   | Onore al merito         | 16 ottobre 2009   | 12 giugno 2011   |
| 5  | Hydra                | Hydra                   | 23 ottobre 2009   | 19 giugno 2011   |
| 6  | Dreamland            | La terra dei sogni      | 30 ottobre 2009   | 26 giugno 2011   |
| 7  | Shadow Markets       | Mercati ombra           | 6 novembre 2009   | 3 luglio 2011    |
| 8  | Ultimatum            | Ultimatum               | 13 novembre 2009  | 10 luglio 2011   |
| 9  | Con Job              | La grande truffa        | 20 novembre 2009  | 17 luglio 2011   |
| 10 | Old Soldiers         | Il veterano             | 4 dicembre 2009   | 24 luglio 2011   |
| 11 | Scratch              | Gratta e vinci          | 8 gennaio 2010    | 31 luglio 2011   |
| 12 | Arm in Arms          | Trafficanti di morte    | 15 gennaio 2010   | 7 agosto 2011    |
| 13 | Devil Girl           | Diabolica               | 29 gennaio 2010   | 14 agosto 2011   |
| 14 | And the Winner Is... | Una cascata di diamanti | 5 febbraio 2010   | 21 agosto 2011   |
| 15 | Growin' Up           | Vite distrutte          | 5 marzo 2010      | 28 agosto 2011   |
| 16 | Cause and Effect     | Causa ed effetto        | 12 marzo 2010     | 4 settembre 2011 |

## Il cecchino
- Titolo originale: Hangman
- Diretto da: Ken Sanzel
- Scritto da: Ken Sanzel

### Trama
La squadra di Don è incaricata della sicurezza VIP per una grande manifestazione politica con l'attivista di alto profilo Benjamin Polk. Mentre sono fuori sede per prepararsi all'evento, Don e il suo team rimangono sotto un fuoco pesante e ricevono un messaggio che li ammonisce di stare lontano da Polk durante il rally. Questo tentativo palese di spaventare Polk e l'FBI non funziona, e Polk insiste nel voler rispettare il suo impegno: il suo intervento alla riunione. L'FBI indaga per cercare di scoprire chi stia facendo la minaccia, e scopre che è un uomo che aveva perso il figlio durante una sommossa violenta orchestrata da Polk per guadagnare credito politico tra la gente, al fine di favorire la propria carriera. Furioso per il fatto che suo figlio fosse stato palesemente usato come una pedina, l'uomo, Shepard Crater, era venuto a Los Angeles per vendicarsi. Il giorno del raduno Crater scatena una serie di eventi per costringere Polk a ritornare al suo albergo, in cui Crater è appostato per ucciderlo. Charlie deduce il piano appena in tempo, David e Colby si muovono per prendere Crater prima che possa uccidere Polk. Tuttavia, dopo aver saputo tutta la storia dal Crater prima di portarlo via, Colby e David incontrano un giornalista politico e svelano le tattiche di Polk, rovinando di fatto la sua carriera politica.

## Fuoco amico
- Titolo originale: Friendly Fire
- Diretto da: Rod Holcomb
- Scritto da: Robert Port e Mark Llewellyn

### Trama
Quando due agenti dell'FBI vengono uccisi durante una sparatoria con  rapinatori pesantemente armati, Don e la sua squadra devono indagare sulla sparatoria per determinare esattamente cosa è successo. L'unità dell'FBI coinvolta è stata presieduta dal mentore di Don, Pete Fox, che stava monitorando i ladri, conosciuti per le loro tattiche di estrema violenza, in attesa di coglierli sul fatto nel loro colpo successivo. L'unico dei ladri a sopravvivere allo scontro armato è stato Jim Wilson, e mentre lui ammette di aver fatto il colpo e sparato all'FBI, insiste sul fatto che lui non ha ucciso nessuno. Charlie utilizza una ricostruzione tridimensionale della scena per dimostrare che Wilson non sta mentendo, e come la squadra inizia a mettere insieme i pezzi si scopre che la squadra di Fox è pericolosamente inesperta per la missione e che è la pista giusta. Cominciano a investigare nella vita di Fox e scoprono che era sotto inchiesta per molte infrazioni alla condotta, e giungono alla conclusione che Fox aveva usato la sparatoria come copertura per eliminare l'agente sotto copertura che si stava mettendo il caso contro di lui insieme. Don va a confrontarsi con Fox e lo trova nel percorso di combattimento simulato con la pistola, in cui i due giocano al gatto col topo con munizioni vere, e Don infine è costretto a sparare a Fox.

## Roulette on-line
- Titolo originale: 7 Men Out
- Diretto da: Alex Zakrzewski
- Scritto da: Don McGill

### Trama
Don e la sua squadra sono chiamati a indagare su un giro di scommesse clandestine che gestisce un torneo di roulette russa. Gli uomini della FBI scoprono che a gestire il pericoloso gioco è la titolare di un locale di lap dance, che nel retro dello stesso ospita un circolo di scommesse clandestine. La bella affarista viene arrestata e durante l'interrogatorio disegna l'identikit dell'uomo che organizza la roulette russa. Don e la sua squadra si mettono sulle sue tracce. Nel frattempo, Don e Charlie si preoccupano della salute finanziaria di Alan, che ha perso i soldi depositati sul suo fondo pensione e si ritrova con in mano solo la insufficiente pensione pubblica. Alan però, troppo orgoglioso, rifiuta ripetutamente l'aiuto di Charlie. Le indagini portano la FBI a scoprire che la roulette russa è truccata ed esiste un giocatore "immortale", che non può perdere, e che ha già vinto in altre città. Nel finale, Don e la sua squadra riescono a salvare l'ultimo concorrente rimasto contro il giocatore "immortale", mentre Alan accetta l'aiuto di Charlie, ma solo per un "corso di aggiornamento": decide infatti di riprendere a lavorare.

## Onore al merito
- Titolo originale: Where Credit's Due
- Diretto da: Dennis Smith
- Scritto da: Andrew Dettmann

### Trama
Don e la sua squadra indagano su una serie di omicidi che hanno come modello le scene di un film di imminente uscita nelle sale. Nel finale dell'episodio Larry decide di partire per intraprendere la sua nuova avventura in solitario.

## Hydra
- Titolo originale: Hydra
- Diretto da: Ralph Hemecker
- Scritto da: Sean Crouch

### Trama
La squadra di Don è alla ricerca della figlia di un genetista che sembra essere stata sequestrata dalla madre mentalmente instabile. Il caso prende uno sviluppo inaspettato quando emergono prove che indicano la probabilità che la bambina sia un clone. Intanto Charlie e Amita discutono sulla possibilità di avere dei figli e Liz rivela un oscuro segreto.

## La terra dei sogni
- Titolo originale: Dreamland
- Diretto da: Stephen Gyllenhaal
- Scritto da: Cheryl Heuton e Nicolas Falacci

### Trama
Il cadavere di una donna viene ritrovato in una base aerea in disuso.

## Mercati ombra
- Titolo originale: Shadow Markets
- Diretto da: Julie Hebert
- Scritto da: Julie Hebert

### Trama
Un brillante hacker ostacola un'operazione di infiltramento della squadra di Don, la quale è sulle tracce di un potente signore del crimine informatico. Tuttavia la sua azione lo coinvolge in una pericolosa guerra on-line che mette in pericolo la sua stessa vita.

## Ultimatum
- Titolo originale: Ultimatum
- Diretto da: Dennis Smith
- Scritto da: Robert Port

### Trama
L'Agente Ian Edgerton viene accusato dell'omicidio di un suo informatore durante le indagini riguardanti un traffico di eroina all'interno di una prigione. La sua posizione si aggrava ulteriormente quando prende in ostaggio un membro della squadra di Don.

## La grande truffa
- Titolo originale: Con Job
- Diretto da: Ralph Hemecker
- Scritto da: Don McGill

### Trama
Il detenuto John Buckley si rivela un improbabile alleato di Don e la sua squadra alle prese con una serie di rapine che ricalcano le strategie criminali dello stesso Buckley.

## Il veterano
- Titolo originale: Old Soldiers
- Diretto da: Ken Sanzel
- Scritto da: Steve Cohen

### Trama
L'agente Roger Bloom è chiamato ad aiutare la squadra di Don quando l'FBI, dopo aver sventato una rapina ad un furgone blindato della Federal Reserve, recupera alcune banconote che conducono alla famigerata rapina di D.B. Cooper.

## Gratta e vinci
- Titolo originale: Scratch
- Diretto da: Stephen Gyllenhaal
- Scritto da: Mary Leah Sutton

## Trafficanti di morte
- Titolo originale: Arm in Arms
- Diretto da: Gwyneth Horder-Payton
- Scritto da: Andy Dettmann

## Diabolica
- Titolo originale: Devil Girl
- Diretto da: Stephen Gyllenhaal
- Scritto da: Julie Hébert

## Una cascata di diamanti
- Titolo originale: And the Winner Is...
- Diretto da: Ralph Hemecker
- Scritto da: Gary Rieck

## Vite distrutte
- Titolo originale: Growin' Up
- Diretto da: Rob Morrow
- Scritto da: Robert Port

## Causa ed effetto
- Titolo originale: Cause and Effect
- Diretto da: Nicolas Falacci
- Scritto da: Nicolas Falacci e Cheryl Heuton